# Futuro Luminoso
Futuro Luminoso (in islandese Björt Framtíð, BF) è stato un partito politico islandese.

## Storia
Fondato nel 2012, Futuro Luminoso si è presentato per la prima volta alle elezioni parlamentari in Islanda del 2013, ottenendo l'8,2% dei voti e 6 seggi all'Althing.
Alle elezioni parlamentari in Islanda del 2016 invece ottiene soltanto il 7,2%, perdendo così 2 seggi.

## Ideologia
Futuro Luminoso è un partito di centro, liberale e europeista, infatti sostiene l'adesione dell'Islanda all'Unione europea e il suo ingresso nell'Euro.
Un membro del partito, nonché del Parlamento, fa parte della band Pollapönk che rappresentato il paese all'Eurovision Song Contest 2014, e la sua ideologia si può chiaramente intuire anche dal titolo stesso della canzone, No Prejudice, ossia "Nessun Pregiudizio".

## Risultati elettorali
| Elezione          | Voti   | %   | Seggi |
| ----------------- | ------ | --- | ----- |
| Parlamentari 2013 | 15.583 | 8,2 | 6     |
| Parlamentari 2016 | 13.578 | 7,2 | 4     |
| Parlamentari 2017 | 2.293  | 1,2 | 0     |